# Jean-Baptiste Bertrand Armand Cadéot
Jean-Baptiste Bertrand Armand Cadéot, né le 14 juillet 1795 à Nueil-sur-Layon (Maine-et-Loire) et mort le 30 août 1849 à Paris, était un administrateur colonial français.

## Biographie
Cet agent supérieur de l'administration de la  Marine, sorti du rang, a effectué toute sa carrière en Outre-Mer.
Déjà en poste en Guadeloupe en 1827 en qualité de commis principal de la Marine, il y est promu sous-commissaire de la Marine de 2e classe le 29 mai 1830.
Il prend les fonctions d'ordonnateur de la Marine dans la colonie du Sénégal le 26 août 1831 et est nommé sous-commissaire de la Marine de 1e classe le 1er janvier 1833. À la mort du gouverneur titulaire Thomas Renault de Saint-Germain, il assume pendant quelques semaines les fonctions de gouverneur par intérim du Sénégal, depuis le 18 octobre 1833 jusqu'à l'arrivée du capitaine de frégate Quernel le 15 novembre suivant. En 1834, il est l'auteur d'un projet de règlement scolaire pour l'école d'enseignement mutuel de Saint-Louis-du-Sénégal qui devait être repris par le gouverneur Louis Pujol, et qui pose les bases de l'accès à l'instruction de la population indigène. Cadéot est nommé chevalier de la Légion d'honneur le 26 avril 1834. Il cesse ses fonctions d'ordonnateur au Sénégal le 17 avril 1835, remettant son poste au sous-commissaire Guillet.
Revenu en Guadeloupe en qualité d'ordonnateur, Cadéot est promu commissaire de la Marine de 2e classe le 24 mai 1839. Il passe à Cayenne le 18 décembre 1839 comme commissaire ordonnateur de la Guyane française, où il relève son collègue Guillet. Chargé provisoirement des fonctions de directeur de l'intérieur de la Martinique par une ordonnance royale du 26 décembre 1839, il occupe cette responsabilité à compter du 1er avril 1840 et en est relevé par une ordonnance du 16 décembre 1840. Il réintègre son service à Cayenne le 1er février 1842 et est promu au grade de commissaire de la Marine de 1e classe le 17 février 1843.
Le 20 octobre 1845, Cadéot prend possession par intérim des fonctions de gouverneur de la Guyane française en raison du départ du précédent titulaire, le capitaine de vaisseau Layrle, appelé à exercer les mêmes fonctions en Guadeloupe. Il transmet ses pouvoirs le 18 février 1846 au nouveau gouverneur en titre, le contrôleur en chef de la marine André-Aimé Pariset.
Cadéot reprend alors ses fonctions d'ordonnateur de la colonie. Admis à la retraite avec 3000 F de pension le 7 août 1848, il regagne la métropole, où il meurt un an plus tard.

## Sources
- Annuaire du Sénégal et dépendances, année 1867, p.60.
- Annuaire de la Guyane française, année 1861, p.68, 83 et 84.